# Coupe de Luxembourg 2020-2021
La Coppa di Lussemburgo 2020-2021 è stata la 96ª edizione della coppa nazionale lussemburghese, iniziata il 2 settembre 2020 e terminata, anticipatamente, il 12 dicembre 2020. In seguito alla prolungata sosta, dovuta al ripresentarsi dell'emergenza sanitaria causata dalla pandemia di COVID-19, la FLF ha stabilito l'annullamento della competizione, per favorire la conclusione del campionato principale entro maggio. Per il secondo anno consecutivo la competizione è stata annullata.

## Formula
Alla coppa prendono parte le squadre delle prime cinque serie. I club della massima divisione entrano nella competizione a partire dal Secondo turno. Tutti i turni si disputano in gare di sola andata.

## Turno preliminare
Il sorteggio è stato effettuato il 14 agosto 2020.
| Squadra 1            | Risultato       | Squadra 2             |
| -------------------- | --------------- | --------------------- |
| 2 settembre 2020     |                 |                       |
| Schengen             | 4 − 3           | Jeunesse Biwer        |
| Claravallis Clervaux | 4 − 2           | Biekerech             |
| Orania Vianden       | 0 − 1           | Munsbach              |
| Excelsior Grevels    | 1 − 3           | Green Boys            |
| Jeunesse Gilsdorf    | 4 − 2           | Heiderscheid/Eschdorf |
| Moutfort/Medingen    | 3 − 3 (5-4 dtr) | Red Star Merl         |

## Primo turno
Il sorteggio è stato effettuato il 14 agosto 2020.
| Squadra 1                       | Risultato       | Squadra 2             |
| ------------------------------- | --------------- | --------------------- |
| 9 settembre 2020                |                 |                       |
| Clemency                        | 1 − 3           | Jeunesse Schieren     |
| Moutfort/Medingen               | 1 − 4           | Red Black-Egalité     |
| Colmar-Berg                     | 1 − 5           | Sporting Mertzig      |
| Red Boys Aspelt                 | 0 − 1           | Koerich/Simmern       |
| Minerva Lintgen                 | 1 − 2           | Blo Weiss Itzig       |
| Green Boys                      | 2 − 1           | Berdorf-Consdorf      |
| Tricolore Gasperich             | 1 − 2           | Feulen                |
| Rupensia Lusitanos - Larochette | 1 − 0           | Alliance Äischdall    |
| Grevenmacher                    | 6 − 2           | Union Remich/Bous     |
| The Belval Belvaux              | 2 − 3           | Norden 02             |
| Luxembourg-Porto                | 4 − 3           | Koeppchen Wormeldange |
| Claravallis Clervaux            | 2 − 3           | Noertzange HF         |
| Bourscheid                      | 1 − 2           | Munsbach              |
| Olympia Christnach Waldbillig   | 0 − 5           | Wincrange             |
| Reisdorf                        | 0 − 5           | Cebra 01              |
| Schouweiler                     | 2 − 3           | Sanem                 |
| Ehlerange                       | 3 − 0           | Kopstal 33            |
| Bastendorf                      | 3 − 4           | Steinfort             |
| Les Ardoisiers Perlé            | 1 − 4           | Schengen              |
| Kischpelt Wilwerwiltz           | 4 − 2           | Minière Lasauvage     |
| Jeunesse Gilsdorf               | 3 − 2           | Résidence Walferdange |
| Syra Mensdorf                   | 8 − 0           | Boevange/Attert       |
| Luna Obercorn                   | 0 − 2           | Union 05 Kayl-Tétange |
| Avenir Beggen                   | 2 − 2 (5-4 dtr) | Jeunesse Useldange    |
| Ell                             | 1 − 5           | Lorentzweiler         |
| Brouch                          | 2 − 3           | Pratzerthal-Redange   |
| Les Aiglons Dalheim             | 1 − 3           | Erpeldange 72         |
| Folschette                      | 0 − 2           | Oberkorn              |
| Kehlen                          | 1 − 0           | Hosingen              |
| Rambrouch                       | 0 − 5           | Young Boys Diekirch   |
| Sandweiler                      | 0 − 0 (4-5 dtr) | Daring Echternach     |
| Racing Troisvierges             | 2 − 1           | Sporting Bertrange    |

## Secondo turno
Il sorteggio è stato effettuato il 14 settembre 2020.
| Squadra 1                       | Risultato       | Squadra 2                  |
| ------------------------------- | --------------- | -------------------------- |
| 16 ottobre 2020                 |                 |                            |
| Swift Hesperange                | 4 − 0           | Blo Weiss Itzig            |
| 17 ottobre 2020                 |                 |                            |
| Pratzerthal-Redange             | 0 − 4           | Fola Esch                  |
| Koerich/Simmern                 | 2 − 4           | Atert Bissen               |
| Cebra 01                        | 2 − 3           | UNA Strassen               |
| Jeunesse Gilsdorf               | 1 − 2           | Etzella Ettelbruck         |
| Ehlerange                       | 4 − 3           | Berdenia Berbourg          |
| Feulen                          | 0 − 1           | Hostert                    |
| Young Boys Diekirch             | 0 − 6           | Mondorf                    |
| 18 ottobre 2020                 |                 |                            |
| Echternach                      | 1 − 3           | Union Mertert Wasserbillig |
| Luxembourg-Porto                | 2 − 5           | Victoria Rosport           |
| Wincrange                       | 0 − 2           | Rodange 91                 |
| Avenir Beggen                   | 3 − 2 (dts)     | Mondercange                |
| Erpeldange 72                   | 1 − 3           | Schifflange 95             |
| Munsbach                        | 2 − 4           | Alisontia Steinsel         |
| Schengen                        | 1 − 5           | Differdange 03             |
| Grevenmacher                    | 2 − 3           | Käerjeng 97                |
| Green Boys                      | 0 − 8           | Wiltz 71                   |
| Jeunesse Esch                   | 6 − 0           | Noertzange HF              |
| Jeunesse Schieren               | 1 − 2           | UT Pétange                 |
| Kehlen                          | 0 − 2           | Progrès Niedercorn         |
| Kischpelt Wilwerwiltz           | 0 − 10          | Rumelange                  |
| Lorentzweiler                   | 2 − 0           | Marisca Miersch            |
| Sporting Mertzig                | 0 − 5           | F91 Dudelange              |
| Norden 02                       | 1 − 2           | R.M. Hamm Benfica          |
| Oberkorn                        | 1 − 1 (6-4 dtr) | US Esch                    |
| Racing Troisvierges             | 0 − 11          | RU Luxembourg              |
| Rupensia Lusitanos - Larochette | 0 − 4           | Jeunesse Canach            |
| Steinfort                       | 1 − 3           | Jeunesse Junglinster       |
| Syra Mensdorf                   | 1 − 0           | Mamer 32                   |
| Tetange                         | 3 − 4           | Yellow Boys                |
| Sanem                           | 2 − 0 (dts)     | Bettembourg                |
| Annullata                       |                 |                            |
| Red Black-Egalité               | −               | Blo-Weiss Medernach        |

## Sedicesimi di finale
| Squadra 1                               | Risultato | Squadra 2          |
| --------------------------------------- | --------- | ------------------ |
| Annullate                               |           |                    |
| UT Pétange                              | −         | Etzella Ettelbruck |
| Racing Club Luxemburg                   | −         | Differdange 03     |
| Ehlerange                               | −         | Jeunesse Canach    |
| Syra Mensdorf                           | −         | R.M. Hamm Benfica  |
| Avenir Beggen                           | −         | Fola Esch          |
| Union Mertert Wasserbillig              | −         | Rumelange          |
| Alisontia Steinsel                      | −         | F91 Dudelange      |
| Oberkorn                                | −         | Hostert            |
| Käerjeng 97                             | −         | Swift Hesperange   |
| Schifflange 95                          | −         | Wiltz 71           |
| Sanem                                   | −         | Rodange 91         |
| Lorentzweiler                           | −         | Mondorf            |
| Atert Bissen                            | −         | Jeunesse Esch      |
| Jeunesse Junglinster                    | −         | Yellow Boys        |
| Red Black-Egalité o Blo-Weiss Medernach | −         | Progrès Niedercorn |
| Victoria Rosport                        | −         | UNA Strassen       |